# Projeto Nimbus
Projeto Nimbus (em hebraico: פרויקט נימבוס) é um projeto de computação em nuvem do governo israelense e seus militares.

## Visão geral
O Ministério das Finanças de Israel anunciou em abril de 2021 que o contrato visa fornecer "uma solução de nuvem abrangente para o governo, o setor de defesa e outros". Por meio de um contrato de 1,2 bilhões de dólares, as empresas de tecnologia Google (Google Cloud Platform) e Amazon (Amazon Web Services) foram selecionadas para fornecer às agências governamentais israelenses serviços de computação em nuvem, incluindo inteligência artificial e aprendizado de máquina. De acordo com o contrato, as empresas estabelecerão sites locais na nuvem que "manterão as informações dentro das fronteiras de Israel sob rígidas diretrizes de segurança". Segundo um porta-voz do Google, o contrato é para cargas de trabalho relacionadas a "finanças, saúde, transporte e educação" e "não lida com informações altamente sensíveis ou confidenciais". Além disso, as empresas de tecnologia estão contratualmente proibidas de negar serviço a quaisquer entidades específicas do governo israelense.
Embora a missão específica do Projeto Nimbus ainda não tenha sido revelada, as ferramentas de inteligência artificial da Google Cloud Platform podem dar aos serviços militares e de segurança israelenses a capacidade de detecção facial, categorização automatizada de imagens, rastreamento de objetos e análise de sentimentos — ferramentas que foram usadas anteriormente pela Alfândega e Proteção de Fronteiras dos EUA para vigilância de fronteiras.
O Projeto Nimbus tem quatro fases planejadas: a primeira é a compra e construção da infraestrutura de nuvem, a segunda é a elaboração de políticas governamentais para mover as operações para a nuvem, a terceira é a transferência das operações para a nuvem e a quarta é a implementação e otimização das operações de nuvem.
Os termos estabelecidos por Israel para o projeto proíbem contratualmente a Amazon e a Google de interromper os serviços devido à pressão de boicote. Um porta-voz do Google afirmou que todos os clientes do Google Cloud devem cumprir seus termos de serviço, que proíbem o uso de seus serviços para violar os direitos legais das pessoas ou envolver-se em violência, mas documentos internos tanto do Google quanto do governo israelense contradizem essa afirmação.

## Conflito israelo-palestino
Por volta de 2022, o contrato atraiu repreensão e condenação dos acionistas das empresas, bem como dos seus funcionários, devido a preocupações de que o projeto levaria a novos abusos dos direitos humanos dos palestinos no contexto da ocupação em curso e do conflito israelo-palestino. Especificamente, eles expressam preocupação sobre como a tecnologia permitiria uma maior vigilância dos palestinos, coleta ilegal de dados sobre eles e facilitaria a expansão dos assentamentos ilegais de Israel em terras palestinas.
Ariel Koren, que trabalhou como gerente de marketing para os produtos educacionais do Google e foi uma oponente declarada do projeto, recebeu um ultimato para se mudar para São Paulo em 17 dias ou perderia o emprego. Em uma carta anunciando sua demissão aos colegas, Koren escreveu que o Google "silencia sistematicamente as vozes palestinianas, judaicas, árabes e muçulmanas preocupadas com a cumplicidade da Google nas violações dos direitos humanos palestinos — ao ponto de retaliar formalmente os trabalhadores e criar um ambiente de medo", refletindo a sua opinião de que o ultimato surgiu em retaliação à sua oposição e organização contra o projeto. Ela registrou queixas de retaliação ao departamento de recursos humanos do Google e ao National Labor Relations Board (NLRB), que arquivou seu caso por falta de evidências.
Em 2022, a Jewish Voice for Peace e a MPower Change lançaram uma campanha chamada No Tech For Apartheid (Sem Tecnologia para o Apartheid) – também conhecida como #NoTechForApartheid – em oposição ao projeto. Mais de 200 funcionários do Google juntaram-se a um grupo de protesto que recebeu o nome desta campanha, que argumenta que a relativa falta de supervisão do projeto significa que este será provavelmente utilizado para fins violentos.
Em março de 2024, um engenheiro de software do Google Cloud foi demitido depois que um vídeo dele gritando "Eu me recuso a construir tecnologia que promova genocídio", em referência ao Projeto Nimbus, durante um evento da empresa, viralizar. Em abril, dezenas de funcionários participaram de protestos sentados na sede do Google em Nova Iorque e Sunnyvale contra o fornecimento de software de computação em nuvem ao governo israelense pelo Google. Funcionários ocuparam o escritório do diretor-executivo do Google Cloud, Thomas Kurian. Nove funcionários foram acusados de invasão de propriedade e 28 foram demitidos. Outras rescisões elevaram o total de cortes relacionados a equipe para 50 funcionários.
Em abril de 2024, ex-funcionários do Google foram demitidos por protestarem com a hashtag #NoTechForApartheid, citando um artigo na +972 Magazine, expressaram preocupações sobre o uso atual da inteligência artificial para a seleção de alvos na Faixa de Gaza por parte de Israel: um programa chamado “O Evangelho” categoriza edifícios como bases militares, enquanto programas chamados “Lavanda” e “Onde Está o Papai” identificam e classificam falsamente os civis palestinianos como “terroristas” e rastreiam seus movimentos para a seleção de alvos.
Em dezembro de 2024, um artigo do New York Times relatou que advogados do Google estavam preocupados com o fato de que "os serviços do Google Cloud poderiam ser usados para, ou estarem relacionados a, facilitar violações dos direitos humanos, incluindo as atividades israelenses na Cisjordânia", pelo menos quatro meses antes da assinatura do contrato do Nimbus.